# Denise Gence
Pour les articles homonymes, voir Gence.
 (juillet 2017).
Si vous disposez d'ouvrages ou d'articles de référence ou si vous connaissez des sites web de qualité traitant du thème abordé ici, merci de compléter l'article en donnant les références utiles à sa vérifiabilité et en les liant à la section « Notes et références ».
Denise Gence, Denise Louise Marie Martin à l'état civil, est une actrice française, sociétaire honoraire de la Comédie-Française, née le 8 mars 1924 à Paris et morte le 28 septembre 2011 dans la même ville.

## Biographie
Denise Gence est née le 8 mars 1924 dans le IXe arrondissement de Paris, tout près du Conservatoire. Ses parents étaient Joseph Martin (son prénom usuel et officiel puisque c'est avec celui-ci qu'il a déclaré ses enfants), commis d'agent de change, et sa mère Madeleine Girard, sans profession. Elle a passé toute sa vie dans la capitale, mais elle avait de fortes attaches avec la Touraine où elle revenait sans cesse et où elle est enterrée. La famille y passait régulièrement les vacances et elle y a séjourné notamment durant toute l'année scolaire 1939-1940 avec sa mère, sa sœur et ses frères dans une maison troglodyte du village viticole de Vouvray.
Elle est la deuxième d'une famille de quatre enfants, si l'on excepte un aîné mort en bas âge quand elle n'était qu'un nourrisson. Son enfance, comme celle de ses frères et de sa sœur, a eu un double visage : celui d'un père violent et grossier qu'elle voulait oublier, contrastant avec celui d'une mère courageuse et passionnée d'art. Cette dernière les emmenait au théâtre quand ses finances étriquées le lui permettaient, tenant en cela de son propre grand-père Gence (chef d'orchestre au théâtre de Tours). Tous les enfants ont aussi bénéficié d'un solide apprentissage en dessin et arts graphiques et Denise a suivi, parallèlement à sa prestigieuse formation dramatique, les cours des Arts déco, comme sa sœur aînée.
Le souvenir de sa mère lui faisait dire qu'elle avait eu une enfance très heureuse, malgré leur père qui leur faisait parfois vivre des moments difficiles. Ses parents ne divorcèrent jamais, sa mère étant très catholique et sans ressources personnelles, mais, dès que les enfants furent adultes, son père fut renvoyé de la maison. Ces circonstances firent qu'elle ne connut pratiquement pas sa famille du côté paternel. Aussi, au moment de débuter au théâtre, sa mère l'autorisa à adopter le nom de Gence en lui « recommandant d'en prendre le plus grand soin ».
Elle ne s'est jamais mariée, mais sa fratrie a toujours beaucoup compté pour elle. Si l'on excepte son frère Jean Martin, helléniste, qui a quitté le cocon familial arrivé à l'âge adulte, les enfants sont tous restés auprès de Madeleine dans leur grand appartement de la rue Ambroise Thomas, qui était aussi un atelier pour Odette, créatrice de motifs de tissus et de papiers peints. En 1957, après la mort de leur mère, Denise, Odette et Jacques, affichiste puis cadre dans la publicité, restèrent encore longtemps ensemble. Puis, au début des années 1970, le trio devint duo lorsque Jacques et Denise déménagèrent dans le VIe arrondissement qu'ils ne devaient plus quitter.
Denise Gence s'est éteinte à Paris, au soir du 28 septembre 2011, et repose au cimetière de Vouvray (Indre-et-Loire).

## Formation
- Cours Raymond Girard
- Conservatoire national d'art dramatique, classe de Béatrix Dussane (promotion 1946)
- 1945 : Second prix de Comédie classique, obtenu en première année, dans Le Joueur de Regnard (rôle de la Comtesse)
- Concours 1946 : 1er prix de Comédie classique dans le rôle de Frosine (L'Avare de Molière) et 1er prix de Comédie moderne dans Le Retour de Robert de Flers et Francis de Croisset (rôle de Colette)

## Théâtre

### Comédie-Française
- Engagement à la Comédie-Française le 1er septembre 1946
- Sociétaire le 1er janvier 1958 (429e sociétaire)
- Départ le 31 août 1986, après 6093 représentations (5628 à Paris et 465 en tournées)
- Sociétaire honoraire le 1er janvier 1987
- Rôles :

- Décors :
  - 1964 : Barberine d'Alfred de Musset, mise en scène Jean-Paul Roussillon
  - 1967 : André del Sarto d'Alfred de Musset, mise en scène Michel Etcheverry
  - 1970 : L'Apollon de Bellac de Jean Giraudoux, mise en scène Michel Etcheverry
- Costumes :
  - 1966 : Les Plaideurs de Racine, mise en scène Georges Chamarat
  - 1978 : Britannicus de Racine, mise en scène Jean-Pierre Miquel

### Hors Comédie-Française
- 1945 : Monsieur de Falindor de Georges Manoir et Armand Verhylle (d), mise en scène Pierre Aldebert, Théâtre national du palais de Chaillot
- 1968 : Le Cardinal d'Espagne d'Henry de Montherlant, mise en scène Michel Etcheverry et Jean Mercure, Festival de Bellac
- 1968 : La Dame de chez Maxim de Georges Feydeau, mise en scène Jacques Charon, tournée Herbert-Karsenty
- 1969 : Quelqu'un devrait faire quelque chose de François Billetdoux, mise en scène de l'auteur, Festival de Vaison-la-Romaine
- 1970 : Délire à deux et Jacques ou la soumission d'Eugène Ionesco, mises en scène Maurice Guillaud, Théâtre de Nice
- 1970 : Et à la fin était le bang de René de Obaldia, mise en scène Michel de Ré, Festival de Vaison-la-Romaine
- 1980 : Dites-moi que j'ai du talent ! de Bernard Da Costa, diffusion France Culture
- 1985 : Le Savon de Francis Ponge, mise en scène Christian Rist, Festival d'Avignon
- 1985 : Le Concert de vocables de Francis Ponge, conception Christian Rist et Jean Thibaudeau, Festival d'Avignon, (lecture)
- 1986 : L'Opéra de quat'sous de Bertolt Brecht, mise en scène Giorgio Strehler, Théâtre du Châtelet
- 1987 : Œdipe à Colone de Sophocle, mise en scène Bruno Bayen, Festival d'Hammamet, Festival d’Avignon
- 1987 : Hommage à Louis Jouvet, mise en scène Jean-Pierre Miquel, Théâtre de l'Athénée-Louis-Jouvet
- 1988 : Les Chaises d'Eugène Ionesco, mise en scène Jean-Luc Boutté, avec Pierre Dux, Théâtre national de la Colline
- 1988 : Réveille-toi, Philadelphie ! de François Billetdoux, mise en scène Jorge Lavelli, Théâtre national de la Colline
- 1989 : Parlez-moi de vous d'après Un corps de trop de Marie-Victoire Rouillier, mise en scène Philippe Berling, Festival d'Avignon, (participation vocale)
- 1989 : Les Chaises d'Eugène Ionesco, mise en scène Jean-Luc Boutté, Théâtre des Treize Vents
- 1990 : Avant la retraite de Thomas Bernhard, mise en scène Claudia Stavisky, Théâtre national de la Colline
- 1990 : Le Chant du départ d'Ivane Daoudi, mise en scène Jean-Pierre Vincent, Théâtre national de Nice, CDN de Lyon-Théâtre du Huitième
- 1990 : La Robe verte de Tawfiq al-Hakim, mise en scène Hervé Dubourjal, Maison des Arts de Créteil, Théâtre national de Marseille La Criée
- 1991 : Avant la retraite de Thomas Bernhard, mise en scène Claudia Stavisky, Nouveau Théâtre d'Angers, Théâtre national de la Colline
- 1991 : Comédies barbares de Ramón María del Valle-Inclán, mise en scène Jorge Lavelli, Festival d'Avignon
- 1991 : Les Poupées de Martin Provost, mise en scène de l'auteur, avec  Catherine Salviat, Tania Torrens, Christine Murillo, Festival d'Avignon, (lecture)
- 1991 : Pour Jean Audureau, portrait, mise en scène Pierre Vial, avec Éric Génovèse, Tania Torrens, Festival d'Avignon, (lecture)
- 1991 : Œuvres pré-posthumes de Robert Musil, direction artistique Jean-Claude Carrière, Festival d'Avignon, (lecture)
- 1992 : Comédies barbares de Ramón María del Valle-Inclán, mise en scène Jorge Lavelli, Théâtre national de la Colline, Théâtre national de Nice, Théâtre des Treize Vents
- 1992 : Oh les beaux jours de Samuel Beckett, mise en scène Pierre Chabert, Théâtre national de la Colline, Nouveau Théâtre d'Angers
- 1993 : Félicité de Jean Audureau, mise en espace Pierre Vial, avec Éric Génovèse, Centre Georges-Pompidou, (lecture pour le dixième anniversaire de la création de la pièce)
- 1993 : Oh les beaux jours de Samuel Beckett, mise en scène Pierre Chabert, Théâtre national de Strasbourg
- 1994 : Oh les beaux jours de Samuel Beckett, mise en scène Pierre Chabert, Théâtre national de la Colline
- 1995 : Maître de Thomas Bernhard, mise en scène Jean-Luc Boutté, Théâtre Hébertot
- 1995 : Denise Gence lit Jean Giono, direction artistique Claude Santelli, Festival d'Avignon, (lecture)
- 1996 : Trois femmes grandes d'Edward Albee, mise en scène Jorge Lavelli, Théâtre de l'Atelier
- 1996 : La Cour des comédiens, mise en scène Georges Lavaudant, Festival d'Avignon
- 1996 : Le Spleen de Paris de Charles Baudelaire, direction artistique Claude Santelli, Festival d'Avignon, (lecture)
- 1996 : Dans la lumière et dans la force d'André Velter, réalisation Claude Guerre, Maison des cultures du monde au Théâtre du Rond-Point, (lecture)
- 1996 : François Truffaut, correspondance, mise en scène Marie-Paule André, Théâtre du Rond-Point, (participation vocale)
- 1997 : Le Visage d'Orphée d'Olivier Py, mise en scène de l'auteur, CADO Orléans, Festival d'Avignon
- 1999 : Œdipe le tyran de Friedrich Hölderlin, mise en scène Jean-Louis Martinelli, Les Gémeaux, Théâtre national de Strasbourg
- 2002 : Soirée en Hommage à Jean Audureau, Théâtre du Vieux-Colombier
- 2006 : Le Théâtre de Denise Gence, mise en scène Denise Gence, avec Alain Pralon, Catherine Ferran, Théâtre du Vieux-Colombier

## Filmographie

### Cinéma
- 1950 : Ballerina de Ludwig Berger
- 1957 : Pot-Bouille de Julien Duvivier : Lisa, (DVD : Studio Canal ; Gaumont)
- 1958 : Chaque jour a son secret de Claude Boissol : Fina, (DVD : René Chateau vidéo)
- 1959 : Le Mariage de Figaro de Jean Meyer (Comédie-Française) : Marceline, (DVD : René Chateau vidéo)
- 1962 : La Gamberge de Norbert Carbonnaux : la directrice de l'institut Saint-Marc
- 1962 : Le Diable et les Dix Commandements, (segment Tu ne déroberas point) de Julien Duvivier : la chaisière, (DVD : René Chateau vidéo ; TF1 Vidéo)
- 1963 : Le Chevalier de Maison Rouge, (version condensée en deux époques pour le cinéma du feuilleton télévisé) de Claude Barma : Julie Tison
- 1965 : Ecce homo, court-métrage d'Alain Saury : la servante
- 1965 : Le Lit à deux places, (segment La répétition) de Jean Delannoy : Mamounette, (DVD : LCJ éditions)
- 1967 : La Vie normale d'André Charpak : Mme Cazot
- 1967 : Lamiel de Jean Aurel : la duchesse de Miossens
- 1975 : Chobizenesse de Jean Yanne : Anna-Magdalena, (DVD : Seven7 Éditions ; Studio Canal)
- 1978 : Le Sucre de Jacques Rouffio (n’apparaît pas dans les copies actuellement visibles)
- 1979 : Buffet froid de Bertrand Blier : l'hôtesse au château, (DVD : Studio Canal)
- 1979 : I... comme Icare d'Henri Verneuil (n’apparaît pas dans les copies actuellement visibles)
- 1983 : Archipel des amours, (neuf nouvelles cinématographiques), rôle dans Énigme de Cécile Clairval
- 1985 : Le Soulier de satin de Manoel de Oliveira : le chemin de Saint-Jacques, (DVD : La Vie est belle éditions)

### Télévision
- 1956 : Feu la mère de Madame de Georges Feydeau, réalisation Lazare Iglésis (Comédie-Française)
- 1957 : Crispin rival de son maître d'Alain-René Lesage, mise en scène Robert Manuel, réalisation Lazare Iglésis (Comédie-Française)
- 1957 : En direct du Conservatoire national d'art dramatique, réalisation François Chatel
- 1958 : Une femme par jour de Serge Veber, Jean Boyer et Georges van Parys, mise en scène Henri Spade, réalisation Jean-Loup Berger
- 1958 : L'Honneur des Brossarbourg de Georges Courteline, réalisation Roland-Bernard
- 1959 : La Confession de Marcel Cravenne
- 1960 : L'Homme à l'oreille cassée de Vicky Ivernel
- 1960 : Le Commissaire est bon enfant de Georges Courteline et Jules Lévy, mise en scène Robert Manuel, réalisation Colette Thiriet (Comédie-Française)
- 1960 : Port-Royal d'Henry de Montherlant, mise en scène Jean Meyer, réalisation Jean Vernier (Comédie-Française), DVD : Éditions Montparnasse
- 1961 : Le Théâtre de la jeunesse : Don Quichotte 2 parties de Marcel Cravenne
- 1961 : Plainte contre inconnu de Georges Neveux, réalisation Marcel Cravenne
- 1961 : Le Théâtre de la jeunesse : Doubrovsky d'Alexandre Pouchkine, réalisation en 2 parties Alain Boudet
- 1961 : Les Mystères de Paris de Marcel Cravenne : La Chouette
- 1962 : Poil de carotte de Jules Renard, réalisation Georges Lacombe (Comédie-Française)
- 1962 : Le Sexe faible d'Édouard Bourdet, mise en scène Jean Meyer, réalisation Lazare Iglésis (Comédie-Française)
- 1962 : Cent ans d'amour : La Navette d'Henry Becque, réalisation Maurice Chateau (Comédie-Française)
- 1963 : Le Théâtre de la jeunesse : Mon oncle Benjamin d'après Mon oncle Benjamin de Claude Tillier, réalisation René Lucot
- 1963 : Le Chevalier de Maison-Rouge, réalisation en 4 époques Claude Barma, DVD : Warner ; version restaurée Koba Films
- 1963 : Le Théâtre de la jeunesse : Le Général Dourakine d'après Le Général Dourakine de la comtesse de Ségur, réalisation en 2 parties Yves-André Hubert, DVD : Warner/INA
- 1964 : La Puissance et la Gloire de Claude Barma
- 1964 : Mademoiselle de Jacques Deval, mise en scène Robert Manuel, réalisation Jean-Pierre Marchand (Comédie-Française)
- 1964 : Le Théâtre de la jeunesse : La Sœur de Gribouille d'après La Sœur de Gribouille de la comtesse de Ségur, réalisation en 2 parties Yves-André Hubert
- 1965 : Ruy Blas réalisation Claude Barma
- 1965 : Entrez dans la ronde de François Chatel
- 1965 : Les Suites d'un premier lit d'Eugène Labiche et Marc-Michel, réalisation René Lucot
- 1966 : Le Chevalier à la mode de Dancourt, réalisation Michel Ayats
- 1966 : La Fille du tambour-major d'après Jacques Offenbach, adaptation du livret Pierre Gaspard-Huit, mise en scène et réalisation Jean-Paul Carrère
- 1966 : Le Théâtre de la jeunesse : Les Deux Nigauds d'après Les Deux Nigauds de la comtesse de Ségur, réalisation en 2 parties René Lucot, DVD : Warner/INA
- 1967 : Les Aventures de Huckleberry Finn de Marcel Cravenne
- 1967 : Le Tueur de chipeaux de Guillaume Hanoteau, réalisation Jean-Paul Carrère
- 1967 : Amphitryon de Molière, réalisation Jean Pignol (Comédie-Française)
- 1967 : Les Plaideurs de Racine, réalisation Lazare Iglésis
- 1968 : Les Hauts de Hurlevent 2 parties de Jean-Paul Carrère
- 1968 : Sarn de Claude Santelli
- 1969 : La Quête du bonheur (soirée littéraire), réalisation Maurice Beuchey (Comédie-Française)
- 1969 : Les Empaillés d'Alberto Cavalcanti
- 1969 : Au théâtre ce soir : Le Dindon de Georges Feydeau, mise en scène Jean Meyer, réalisation Pierre Sabbagh, Théâtre Marigny (spectacle de la Comédie-Française), DVD : TF1/INA
- 1969 : Napoléon tel qu'en lui-même, série documentaire en 20 épisodes de Roger Stéphane, (voix)
- 1969 : Candice, ce n'est pas sérieux, (série télévisée), 20 épisodes de Lazare Iglésis
- 1970 : Un otage de Marcel Cravenne
- 1970 : Au théâtre ce soir : Un fil à la patte de Georges Feydeau, mise en scène Jacques Charon, réalisation Pierre Sabbagh, Théâtre Marigny (spectacle de la Comédie-Française), DVD : TF1/INA ; Éditions Montparnasse ; INA Éditions
- 1971 : Les Cent Livres : Le Nœud de vipères de Serge Moati
- 1971 : Les Fausses Confidences de Marivaux, mise en scène Jean Piat, réalisation Jean-Marie Coldefy (Comédie-Française), DVD : Éditions Montparnasse ; INA Éditions
- 1971 : Les Cent Livres : À la recherche du temps perdu de Claude Santelli
- 1972 : Ruy Blas de Victor Hugo, mise en scène et réalisation Raymond Rouleau (Comédie-Française), DVD : Éditions Montparnasse ; INA Éditions
- 1972 : Électre de Jean Giraudoux, mise en scène et réalisation Pierre Dux (Comédie-Française), DVD : Éditions Montparnasse
- 1973 : George Dandin de Molière, mise en scène Jean-Paul Roussillon, réalisation Jean Dewever (Comédie-Française), DVD : Éditions Montparnasse
- 1973 : La Troupe du Roy (Hommage à Molière), mise en scène Paul-Émile Deiber, réalisation Claude Barma (Comédie-Française), DVD : Éditions Montparnasse
- 1973 : Histoire vraie de Claude Santelli, DVD : Warner/INA
- 1974 : Chez les Titch de Louis Calaferte, mise en scène Jean-Pierre Miquel, réalisation Jacques Audoir (Comédie-Française)
- 1974 : Au pays d'Eudoxie ou le satyre de la Villette de René de Obaldia, réalisation Bernard d'Abrigeon
- 1974 : Histoires insolites : Monsieur Bébé réalisation Claude Chabrol
- 1974 : Au théâtre ce soir : Le Sexe faible d'Édouard Bourdet, mise en scène Jacques Charon, réalisation Georges Folgoas, Théâtre Marigny, DVD : TF1/INA
- 1975 : Tartuffe de Molière, mise en scène Jacques Charon, réalisation Pierre Badel (Comédie-Française), DVD : Éditions Montparnasse ; INA Éditions
- 1975 : Ondine de Jean Giraudoux, mise en scène et réalisation Raymond Rouleau (Comédie-Française), DVD : Éditions Montparnasse ; INA Éditions
- 1975 : Le Légataire universel de Jean-François Regnard, mise en scène Jean-Paul Roussillon, réalisation Lazare Iglésis (Comédie-Française), DVD : Éditions Montparnasse
- 1975 : Le Docteur noir de Gérard Vergez
- 1976 : Première Neige de Claude Santelli
- 1977 : La Vérité de madame Langlois de Claude Santelli, DVD : INA/Elephant Films
- 1977 : Le Mariage de Figaro de Beaumarchais, mise en scène Jacques Rosner, réalisation Jean-Paul Carrère (Comédie-Française), DVD : Éditions Montparnasse ; INA Éditions
- 1978 : Les Femmes savantes de Molière, mise en scène Jean-Paul Roussillon, réalisation André Flédérick (Comédie-Française), DVD : Éditions Montparnasse
- 1979 : La Trilogie de la villégiature de Carlo Goldoni, mise en scène Giorgio Strehler, réalisation Pierre Badel (Comédie-Française), DVD : Éditions Montparnasse ; INA Éditions
- 1979 : Les Acteurs de bonne foi de Marivaux, mise en scène Jean-Luc Boutté, réalisation François Chatel (Comédie-Française), DVD : Éditions Montparnasse
- 1980 : La Maison de Molière de François Reichenbach
- 1980 : Le Grand Échiquier : spécial Tricentenaire de la Comédie-Française, réalisation André Flédérick
- 1981 : Histoire contemporaine : Monsieur Bergeret à Paris d'après Anatole France, réalisation Michel Boisrond
- 1981 : La Vie fantastique des figures peintes : La Nuit des faiseurs de diable de Jean-Jacques Sirkis
- 1982 : Une voix, la nuit de Yannick Andréi
- 1982 : La Dame de chez Maxim de Georges Feydeau, mise en scène Jean-Paul Roussillon, réalisation Pierre Badel (Comédie-Française), DVD : Éditions Montparnasse
- 1986 : L'Été 36 d'après Bertrand Poirot-Delpech, adaptation et réalisation en 2 parties Yves Robert
- 1989 : Les Cinq Dernières Minutes : Ah ! Mon beau château, réalisation Roger Pigaut, DVD : LCJ éditions/France Télévisions
- 1990 : Duo d'après Colette, réalisation Claude Santelli, DVD : Artedis/Panoceanic Films
- 1990 : Les Chaises d'Eugène Ionesco, mise en scène Jean-Luc Boutté, réalisation Jean-Pierre Barizien
- 1990 : Le Divan : numéro de l'émission d'Henry Chapier consacré à Denise Gence, réalisation Jean-Claude Longin
- 1991 : L'Orestie d'Eschyle, (Les Euménides-troisième pièce de la trilogie), réalisation Bernard Sobel

## Distinctions
- 1983 : Grand Prix national du théâtre
- Molières 1989 : nomination au Molière de la comédienne pour Les Chaises
- Molières 1990 : Molière de la comédienne pour Avant la retraite
- Molières 1993 : nomination au Molière de la comédienne pour Oh les beaux jours

## Décorations
- Commandeur de la Légion d'honneur du 12 juillet 1996
- Commandeur de l'ordre national du Mérite du 3 avril 1987
- Commandeur de l'ordre des Arts et des Lettres du 7 janvier 1981